# Suseni (gmina w okręgu Ardżesz)
Suseni – gmina w Rumunii, w okręgu Ardżesz. Obejmuje miejscowości Burdești, Cerșani, Chirițești, Găleșești, Odăeni, Pădureni, Strâmbeni, Suseni, Ștefănești i Țuțulești. W 2011 roku liczyła 3467 mieszkańców.